# Colubraria mulveyana
Colubraria mulveyana is een slakkensoort uit de familie van de Colubrariidae. De wetenschappelijke naam van de soort is voor het eerst geldig gepubliceerd in 1925 door Tom Iredale.